# Spirostreptus galeanus
Spirostreptus galeanus är en mångfotingart som beskrevs av Karsch 1881. Spirostreptus galeanus ingår i släktet Spirostreptus och familjen Spirostreptidae. Inga underarter finns listade i Catalogue of Life.